# Аэровокзал Пулково (2013)
Аэровокзал Пулково — здание в Московском районе Санкт-Петербурга, расположенное по адресу Пулковское шоссе, 41ЗА (северная посадочная галерея — Пулковское шоссе, 41ЗВ).

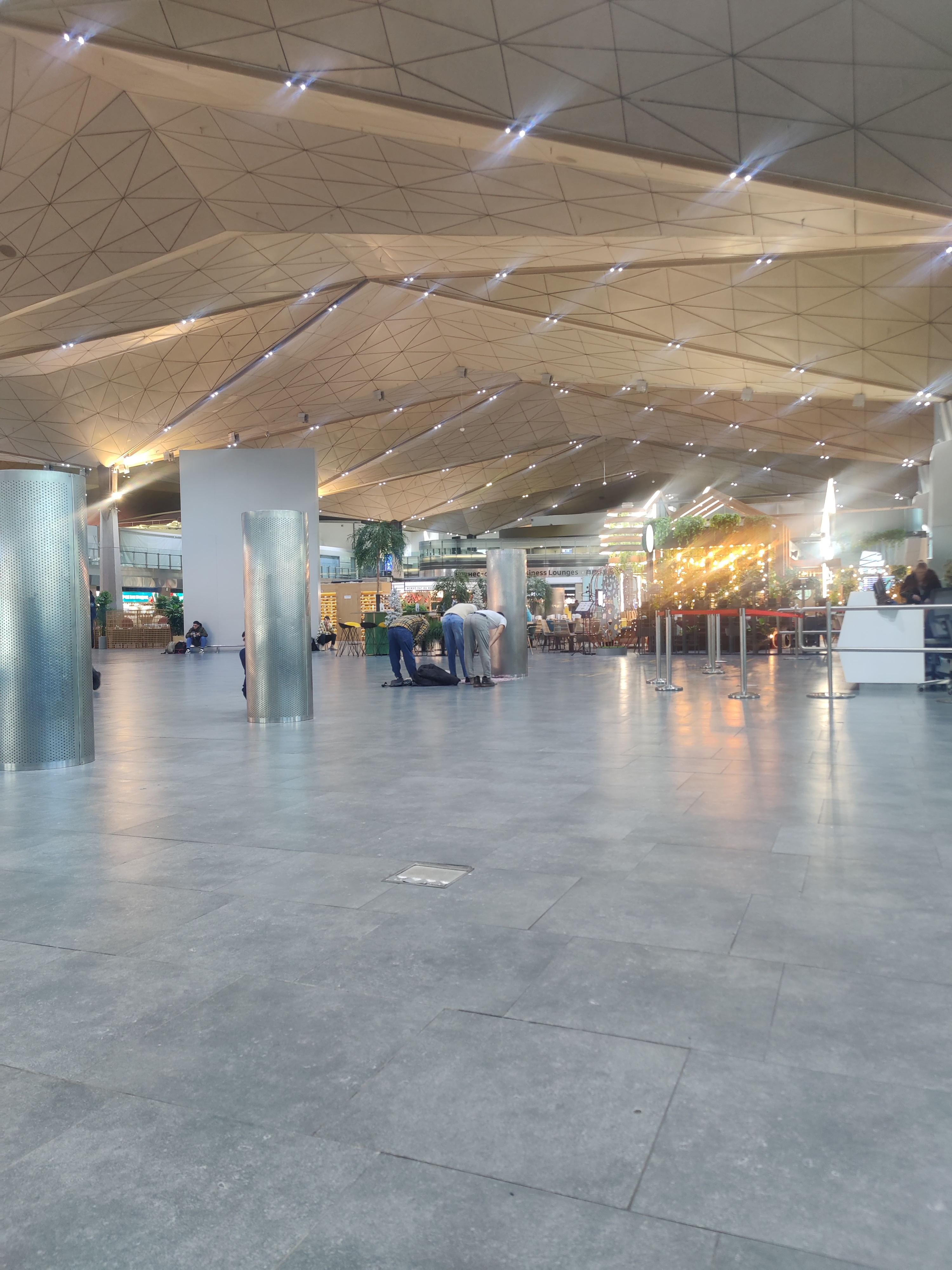
Внутреннее оформление

Здание было построено в 2013 году по проекту, над которым работали архитектурные бюро Гримшоу архитектс, Паскаль+Ватсон и Рамболл. Стройка велась три года (с июня 2011 года по декабрь 2013 года), генеральным подрядчиком выступал итало-турецкий консорциум IC/Astaldi. В здании использовались несущие конструкции с заниженными по сравнению с проектными характеристиками прочности. Заключение Ростехнадзора о соответствии техническим регламентам было получено спустя почти 2 месяца после работы аэровокзала.
Согласно концепции оформления, волнистый потолок первого этажа — метафора волн Невы. Фасады здания сплошь остеклены, крыша сложена из 18-метровых квадратных отсеков, каждый из которых поддерживает центральная опора в виде зонта с вывернутой внутрь скатной крышей и спрятанными внутри опор водостоками (складки крыши как раз предназначены для направления тающего снега и дождевой воды). Крыша окрашена в золотистый цвет, отсылая, по мнению создателей, к золотым куполам православных церквей и шпилям города, к угловатой геометрии советских звёзд и к скатным городским крышам. Сетчатый узор должен напоминать кристаллы снежинок. Общая идея проекта — Город островов; зоны регистрации, таможни и зала вылетов разделены «напоминающими каналы Санкт-Петербурга» открытыми пространствами и соединены мостами над багажным отделением и залом прилётов. При оформлении внутреннего убранства здания были использованы работы петербургского художника Дмитрия Шорина, четыре скульптуры ангелов с самолётными крыльями. По одной из версий, когда работы выставлялись ранее, они были посвящены авиакатастрофам; по другой, работы, выставленные в аэропорту, лишь напоминают схожий проект.
В 2011 году проект был отмечен журналом Infrastructure Journal в номинации «Сделка года», также он получил награду журнала Project Finance (Euromoney) в номинации European Airport Deal of the Year, 4 награды журнала Infrastructure Investor; в 2012 году он стал единственным российским проектом, вошедшим в ТОП-100 лучших инновационных проектов, по версии «Infrastructure 100: World Cities Edition» компании KPMG.